# Esse-Khaia
Esse-Khaia (rus: Эсэ-Хайя o Эсе-Хая) o Egue-Khaia (Эге-Хая) és un possiólok de la República de Sakhà, a Rússia. Es troba a 20 km de Batagai.